# Źródło pod Świerkami
Źródło „Pod Świerkami” – źródło w Dolinie Prądnika w Ojcowskim Parku Narodowym. Znajduje się około 150 m poniżej obudowanego i udostępnionego dla turystów Źródła Miłości. Obydwa są źródłami grawitacyjnymi odwadniającymi obszar dolinek za Bramą Krakowską. Ze źródła „Pod Świerkami” dawniej rurami pobierał wodę nieistniejący już dom  „Reduta”. Zachowało się jeszcze obudowane betonową cembrowiną ujęcie wody w źródle.
Badania przeprowadzone w maju 2009 r. wykazały przydatność wody ze źródła do picia, ale już w lipcu tego roku stwierdzono w wodzie przekroczenie dopuszczalnej ilości bakterii Escherichia coli, czyli niezdatność wody do picia. Takie same wyniki badań otrzymano w Źródle Miłości.